# Tre damer
För trion bestående av Anita Strandell, Diana Nuñez och Inger Öst, se Tre Damer
Tre damer är ett svenskt artistsamarbete bestående av Ann-Louise Hanson, Lill-Babs och Siw Malmkvist, vilka under 2010 och 2011 turnerat runt i Sverige, och gett konserter med Radio Nord-tema.

### Fotnoter
1. ↑  ”Gefle Dagbladet”. 29 mars 2011. http://gd.se/noje/musik/1.2897413-tre-damer-pa-turne-och-hyllar-radio-nord. Läst 3 januari 2012.